# Міккель Бек
Міккель Бек (дан. Mikkel Beck, нар. 12 травня 1973, Орхус) — данський футболіст, що грав на позиції нападника.
Виступав, зокрема, за клуби «Мідлсбро» та «Лілль», а також національну збірну Данії.

## Клубна кар'єра
У дорослому футболі дебютував 1992 року виступами за команду «Болдклуббен 1909», в якій провів один сезон, взявши участь у 13 матчах чемпіонату. 
Протягом 1993—1996 років захищав кольори клубу «Фортуна» (Кельн).
Своєю грою за останню команду привернув увагу представників тренерського штабу клубу «Мідлсбро», до складу якого приєднався 1996 року. Відіграв за клуб з Мідлсбро наступні три сезони своєї ігрової кар'єри. Більшість часу, проведеного у складі «Мідлсбро», був основним гравцем атакувальної ланки команди.
Згодом з 1999 по 2000 рік грав у складі команд «Дербі Каунті», «Ноттінгем Форест», «КПР» та «Ольборг».
У 2000 році уклав контракт з клубом «Лілль», у складі якого провів наступні два роки своєї кар'єри гравця. 
Завершив ігрову кар'єру у команді «Ольборг», у складі якої вже виступав раніше. Повернувся до неї 2002 року, захищав її кольори до припинення виступів на професійному рівні у 2002 році.

## Виступи за збірну
У 1995 році дебютував в офіційних матчах у складі національної збірної Данії.
У складі збірної був учасником чемпіонату Європи 1996 року в Англії, чемпіонату Європи 2000 року у Бельгії та Нідерландах.
Загалом протягом кар'єри в національній команді, яка тривала 6 років, провів у її формі 19 матчів, забивши 3 голи.